# Iwade (Kent)
Iwade is een civil parish in het bestuurlijke gebied Swale, in het Engelse graafschap Kent.